# Рычагов, Георгий Иванович
Георгий Иванович Рычагов (26 апреля 1924, Петровский уезд, Саратовская губерния — 16 мая 2020, Москва) — советский и российский географ-геоморфолог, декан географического факультета МГУ имени М. В. Ломоносова (1980—1990), заслуженный деятель науки РСФСР (1984), почётный член Русского географического общества (1990), заслуженный профессор МГУ имени М. В. Ломоносова (1994). Доктор географических наук, профессор. Участник Великой Отечественной войны.

## Биография
Родился 26 апреля 1924 года в селе Лопатино Петровского уезда Саратовской губернии (ныне Пензенская область). До 9 класса учился в школе в родном селе, однако окончил школу в Широком Карамыше Саратовской области, куда переехал вместе с семьёй. После окончания школы в июне 1941 года подал документы в Ленинградское военно-топографическое училище, однако в связи с войной приём в училище в этот год был отменён.

### Военные годы
В июне 1942 года призван в армию и направлен в Вольскую высшую авиационную школу авиамехаников, где получил специальность связиста. В связи с тяжелой обстановкой, сложившейся под Сталинградом, в конце августа 1942 года наряду с другими первокурсниками училища, был направлен в действующую армию. С октября 1942 года по сентябрь 1943 года — связист (телефонист) 212 и 139 стрелковых (последняя потом была преобразована в 69 Гвардейскую) дивизий в составе Сталинградского, Степного и Воронежского фронтов. С 8 сентября по 3 декабря 1943 года в связи с ранением находился на лечении в госпитале. С декабря 1943 года по октябрь 1945 года — стрелок комендантской роты 21 гвардейского стрелкового корпуса в составе 2-го и 3-го Украинских фронтов. Г. И. Рычагов — участник сложнейших этапов Великой Отечественной войны: Сталинградской и Курской битв, Корсунь-Шевченковской и Ясско-Кишинёвской операций, штурма Будапешта и Вены. Закончил он войну в районе г. Санкт-Пёльтен (в 60 км западнее Вены). После Победы — секретарь политотдела 21 гвардейского стрелкового Венского корпуса, секретарь политотдела 17 гвардейской механизированной дивизии. За боевые заслуги Георгий Иванович награждён орденами Красной Звезды, Отечественной войны I степени, медалями «За оборону Сталинграда», «За взятие Будапешта», «За взятие Вены», «За победу над Германией в Великой Отечественной войне 1941—1945 гг.». Демобилизовался в апреле 1948 года.

### Образование
После войны по совету старшего брата поступает в Московский университет. Летом 1948 года без экзаменов был зачислен на первый курс географического факультета. Среди однокурсников Г. И. Рычагова — выдающиеся отечественные географы П. А. Каплин, А. А. Величко, А. П. Капица. В 1953 году Г. И. Рычагов с отличием заканчивает кафедру геоморфологии (ныне — геоморфологии и палеогеографии) географического факультета МГУ с присвоением квалификации «Научный работник в области географических наук, преподаватель вуза», а также звания «учитель средней школы».

### Научная деятельность
Научная деятельность Г. И. Рычагова охватывает различные аспекты геоморфологии и палеогеографии. В первую очередь это рельеф и четвертичная история Каспийского моря и Прикаспийской низменности. Впервые в Прикаспий Г. И. Рычагов попал ещё в студенчестве, на производственную практику, куда его распределил декан факультета, будущий академик, профессор К. К. Марков. Обучаясь в аспирантуре, Г. И. Рычагов участвовал в работе геоморфологического отряда Комплексной Южной геологической экспедиции (КЮГЭ), руководимой известным геологом И. О. Бродом, на Северном Кавказе (в восточном Предкавказье), где собрал обширный материал по геологии и геоморфологии региона. На его основе была написана и защищена под руководством М. В. Карандеевой кандидатская диссертация на тему «Геоморфология Восточного Предкавказья в связи с поисками нефтеносных структур». Итог многолетних исследований Г. И. Рычагова — докторская диссертация «Плейстоценовая история Каспийского моря». В ней было чётко сформулировано, что Каспийское море — это сложная саморегулирующаяся система, в которой высотное положение уровня бассейна определяется не только величинами составляющих водного баланса, но рельефом дна и прилегающей к его акватории суши. На основе детальных геолого-геоморфологических исследований ряда прибрежных районов Каспия и использования радиометрических данных им была составлена достаточно хорошо аргументированная хронологическая шкала каспийских трансгрессий, не утратившая своего значения до настоящего времени. Используя данные абсолютной геохронологии, он впервые на такой основе сопоставил трансгрессии Каспия с оледенениями Восточно-Европейской равнины и колебаниями уровня Чёрного моря. Проведенный палеогеографический анализ позволил Г. И. Рычагову, — в противовес общепринятой в 70-х гг. прошлого века точке зрения о дальнейшем понижении уровня Каспия, — сделать вывод о его повышении в ближайшем будущем. Буквально через несколько лет после защиты диссертации геоморфологический прогноз оправдался.
Кроме каспийской тематики, многое сделано Г. И. Рычаговым по изучению рельефа и стратиграфии среднего неоплейстоцена центральной части Русской равнины. Проведенные совместно с сотрудниками кафедры геоморфологии и НИЛ новейших отложений и палеогеографии плейстоцена географического факультета МГУ детальные работы на территории и в окрестностях Сатинского учебно-научного полигона (Калужская область) позволили доказать, что в среднем неоплейстоцене здесь имели место только два самостоятельных покровных оледенения: днепровское (более древнее и большее по размерам) и московское, а залегающая между ними мощная толща флювиогляциальных и озерно-аллювиальных отложений может служить стратотипом средненеоплейстоценового межледниковья.
В феврале 1980 года Г. И. Рычагову присвоено учёное звание профессора по кафедре геоморфологии. В 1984 году Г. И. Рычагов удостоен звания заслуженный деятель науки РСФСР, а в 1994 году — заслуженный профессор Московского университета.

### Педагогическая и административная деятельность
По окончании аспирантуры Г. И. Рычагов направляется на работу в Московский государственный педагогический институт им. В.И. Ленина на должность ассистента, где после защиты кандидатской диссертации получает звание старшего преподавателя, а затем доцента. В 1965 году Г. И. Рычагов возвращается на кафедру геоморфологии географического факультета МГУ, по приглашению заведующего кафедрой профессора О. К. Леонтьева. С 1970 по 1980 год — заместитель декана, а в 1980—1990 годах — декан географического факультета МГУ имени М.В. Ломоносова. В качестве декана факультета стоял у истоков компьютеризации подразделения, содействуя созданию соответствующих лабораторий. В целом 80-е годы ХХ столетия были периодом расцвета факультета, чему в немалой степени способствовало умелое руководство Г. И. Рычагова. В то время на факультете работали десятки экспедиций, в которых трудились более 500 человек. Из числа так называемых хоздоговорных штатов выросла целая плеяда ученых, составляющих ныне существенную часть профессорско-преподавательского и научного состава кафедр. По материалам, полученным в экспедициях, были защищены десятки диссертаций. В экспедициях проходила практику большая часть студентов факультета, на основе полевых исследований были защищены сотни курсовых и дипломных работ.
Как профессор географического факультета МГУ Г. И. Рычагов много сил отдаёт педагогической работе. В соавторстве с О. К. Леонтьевым написан учебник «Общая геоморфология» (1979, второе издание 1988). В 1981 году за этот учебник авторам была присуждена Премия им. Д. Н. Анучина. В 2006 году этот учебник после переработки и существенного дополнения переиздаётся в третий раз (выходит в серии «Классический университетский учебник»), а в 2019 году — в четвёртый. Будучи профессором географического факультета МГУ Г. И. Рычагов более 30 лет (с 1967 по 2000 годы) читал курс «Общая геоморфология» для студентов первого курса. Разработал и внедрил для первокурсников в учебный процесс концепцию комплексной полевой учебной общегеографической практики, основанную на изучении взаимосвязей между компонентами географического ландшафта на единой территории (Сатинском учебно-научном полигоне МГУ). Г. И. Рычагов разработал и долгое время вёл её геолого-геоморфологическую составляющую. Десятки лет вёл семинарские занятия у студентов-первокурсников, а также геолого-геоморфологическую практику в Дагестане для студентов второго курса кафедры геоморфологии. Создал и до последний дней жизни вёл оригинальный курс «Геоморфологический анализ при палеогеографических реконструкциях» для студентов старших курсов и аспирантов. При непосредственном участии Г. И. Рычагова написано около десятка учебных пособий, разработан ряд программ лекционных курсов и учебных студенческих практик первого и второго курсов. Через его руки прошли десятки студенческих курсовых и дипломных работ. Он подготовил более 10 кандидатов наук (один из которых стал доктором наук). В 1990 году Г. И. Рычагову присуждена Первая премия Государственного комитета СССР по народному образованию «за значительные успехи в перестройке содержания учебно-воспитательного процесса». В 1997 году Г. И. Рычагов награждён Ломоносовской премией МГУ за педагогическую деятельность.

## Публикации
Учебники и учебные пособия
- Практические работы по общей геологии. М.: «Просвещение», 1971 (в соавторстве с В. Ф. Барской)
- Основы геологии с элементами геоморфологии. М.: Изд-во МГУ, 1972 (в соавторстве с В. Ф. Барской)
- Общая геоморфология. М.: «Высшая школа», 1979 (в соавторстве с О. К. Леонтьевым)
- Комплексная географическая практика в Подмосковье. М.: Изд-во МГУ, 1980 (в соавторстве)
- Специальная учебная геоморфологическая практика в Дагестане. М.: Изд-во МГУ, 1984 (в соавторстве)
- Общая геоморфология. М.: «Высшая школа», 1988 (в соавторстве с О. К. Леонтьевым)
- Комплексный анализ среднечетвертичных отложений Сатинского учебного полигона: Учебное пособие. М.: Изд-во МГУ, 1992 (в соавторстве, редактор)
- Практикум по курсу «Геоморфология с основами геологии». М.: Изд-во МГУ, 2002
- Общая геоморфология : учебник / Моск. гос. ун-т им. М. В. Ломоносова. — 3-е изд., перераб. и доп. — М.: Изд-во Моск. ун-та; Наука, 2006. — 416 с. — (Классический универсальный учебник). — ISBN 5-211-04937-3.
- Общегеографическая практика в Подмосковье. М.: Изд-во МГУ, 2007 (в соавторстве)
- Общая геоморфология. М.: Изд-во МГУ, 2006
- Геоморфология. Учебник. 4-е изд. М.: «Юрайт», 2019

Монографии
- Карандеева М. В., Николаев В. А., Рычагов Г. И. Геоморфология западной части Прикаспийской низменности. — М.: Изд-во МГУ, 1958. — 240 с. — (Труды Прикаспийской экспедиции).
- Геоморфология берегов и дна Каспийского моря. М.: Издательство МГУ, 1980 (в соавторстве с О. К. Леонтьевым и Е. Г. Маевым)
- Строение и история развития долины р. Протвы. М.: Издательство МГУ, 1996 (в соавторстве, редактор)
- Плейстоценовая история Каспийского моря. М.: Издательство МГУ, 1997
- Нижняя Волга: геоморфология, палеогеография и русловая морфодинамика. М.: ГЕОС, 2002 (в соавторстве)
- Реконструкция палеогеографических событий среднего неоплейстоцена Центра Русской равнины. М.: Географический факультет МГУ, 2008 (в соавторстве)
- Устья рек Каспийского региона: история формирования, современные гидролого-морфологические процессы и опасные гидрологические явления. М.: ГЕОС, 2013 (в соавторстве)
- Палеогеографические закономерности развития морфолитосистем Русской равнины. Районирование. Стратиграфия. Геоэкология. М.: Географический факультет МГУ, 2013 (в соавторстве)
- Атлас дельты Волги: геоморфология, русловая и береговая морфодинамика. М.: Географический факультет МГУ, 2015 (в соавторстве)
- Атлас: морфодинамика устьевых систем крупных рек арктического побережья России. М.: АПР, 2017 (в соавторстве, ответственный редактор)